# Imidazolo N-acetiltransferasi
La imidazolo N-acetiltransferasi è un enzima appartenente alla classe delle transferasi, che catalizza la seguente reazione:
acetil-CoA + imidazolo ⇄ CoA + N-acetilimidazolo
L'enzima agisce anche con il propanoil-CoA.